# Málaga (ort)
Málaga är en ort i Colombia.   Den ligger i departementet Santander, i den centrala delen av landet, 280 km nordost om huvudstaden Bogotá. Málaga ligger 2 210 meter över havet och antalet invånare är 18 739.
Terrängen runt Málaga är huvudsakligen bergig, men åt nordost är den kuperad. Runt Málaga är det ganska glesbefolkat, med 32 invånare per kvadratkilometer. Málaga är det största samhället i trakten. Omgivningarna runt Málaga är en mosaik av jordbruksmark och naturlig växtlighet.